# Turkobijec

Havran klovající Turkovi oko ve znaku Adolfa Schwarzenberga – ukázka heraldického vyjádření turkobijecké proslulosti

Turkobijec či turkobijce je tradiční označení evropských křesťanských panovníků a vojevůdců, kteří dosáhli výrazných úspěchů při bojích proti pronikání Osmanské říše do Evropy (od 14., ale hlavně v 17. a 18. století) a při zatlačování této mocnosti zpět. V české literatuře 19. století byli jako turkobijci nazýváni balkánští Slované, zejména Černohorci. V dnešní době se tento termín užívá pouze zřídka a s jistou mediální nadsázkou (např. byl takto označen francouzský prezident Emmanuel Macron kvůli své vytrvalé kritice zahraniční politiky Turecka).

## Příklady
Za největší z vojevůdců-turkobijců jsou považováni:[zdroj?]
- Jan III. Sobieski (1629–1696), poslední z velkých polských králů, který vedl s Turky válku po většinu svého života a v bitvě u Vídně zastavil jejich expanzi do nitra Evropy.
- Ludvík Vilém I. Bádenský zvaný Türkenlouis (1655–1707), markrabě Bádenska-Badenu a polní maršál SŘŘ, proslavený především velkým vítězstvím nad Turky u Slankamenu
- Princ Evžen Savojský (1663–1736), generalissimus vojsk rakouských Habsburků, jenž navázal na Türkenlouise a připravil Turkům zdrcující porážky u Zenty, Sarajeva, Petrovaradína a Bělehradu, takže je natrvalo vyhnal z Uherska a Sedmihradska.

K dalším slavným bojovníkům proti Osmanům patřili:
- Jan Hunyadi zvaný Turkobijce (1407–1456)
- Adolf Schwarzenberg (1551–1600)
- Jan Špork (1600–1679)
- Raimund Montecuccoli (1609–1680)
- Karel V. Lotrinský (1643–1690)
- Maxmilián II. Emanuel zvaný Modrý kurfiřt (1662–1726)
- Ernst Gideon von Laudon (1717–1790)